# Sedecies
Segons la Bíblia, Sedecies (en hebreu צִדְקִיָּהוְ [ṣiḏqiyyahû]) va ser el vintè i últim rei de Judà. Va regnar 11 anys entre 597-586 a.n.e. segons la cronologia tradicional, o entre 617-607 a.n.e. segons la cronologia bíblica.
Fill de Josies i de la seva esposa Hamutal; l'últim rei jueu que va regnar a Jerusalem. El rei babiloni Nabucodonosor II el va fer rei vassall i li va canviar el nom de Matanià a Sedecies. Durant els onze anys del seu regnat va oposar-se a l'adoració de Jehovà.

## Dependència de Babilònia
Sembla que al principi del regnat de Sedecies van arribar missatgers d'Edom, Moab, Ammon, Tir i Sidó, possiblement amb la intenció de fer que Sedecies s'unís a ells en una coalició per lluitar contra el rei Nabucodonosor II. La Bíblia no revela exactament el que els missatgers van aconseguir. És possible que la seva missió no tingués èxit, ja que el profeta Jeremies va instar Sedecies i els seus súbdits a romandre submisos al rei de Babilònia.
Sedecies va anar en persona a Babilònia en el quart any del seu regnat. Probablement ho va fer per presentar un tribut i així reafirmar a Nabucodonosor II la seva lleialtat com a rei vassall.

## Rebel·lió i segon setge
Aproximadament tres anys més tard, Sedecies es va rebel·lar contra Nabucodonosor II i va recórrer a Egipte a la recerca d'ajuda militar. A causa d'això, els exèrcits babilonis comandats per Nabucodonosor II van marxar contra Jerusalem. Aquest seria el segon setge babiloni que patiria Jerusalem. Una força militar egípcia, però, es va dirigir a Jerusalem, cosa que va fer que els babilonis retiressin el setge temporalment.

## Caiguda de Jerusalem
Finalment els babilonis tornen a assetjar la ciutat i a l'any onzè de Sedecies, el mes quart, el dia nou del mes, van obrir una bretxa als murs de Jerusalem. Sedecies i els seus homes de guerra van fugir durant la nit, però van ser enxampats en les planes desèrtiques de Jericó i Sedecies va ser portat davant Nabucodonosor II. Els fills de Sedecies van ser executats davant dels seus ulls. Ja que llavors Sedecies no tenia més que trenta-dos anys, els nois no podien haver tingut molts anys. Després d'haver sigut testimoni de la mort dels seus fills, Sedecies va ser encegat, lligat amb grillons de coure i portat a Babilònia, on va morir empresonat. Jerusalem i el seu temple van ser destruïts i els supervivents van ser desterrats a Babilònia. Així va arribar la fi del Regne de Judà.